# Calcinus elegans
Calcinus elegans is een tienpotigensoort uit de familie van de Diogenidae. De wetenschappelijke naam van de soort werd in 1836 voor het eerst geldig gepubliceerd door Henri Milne-Edwards.